# Villa del Trebbio

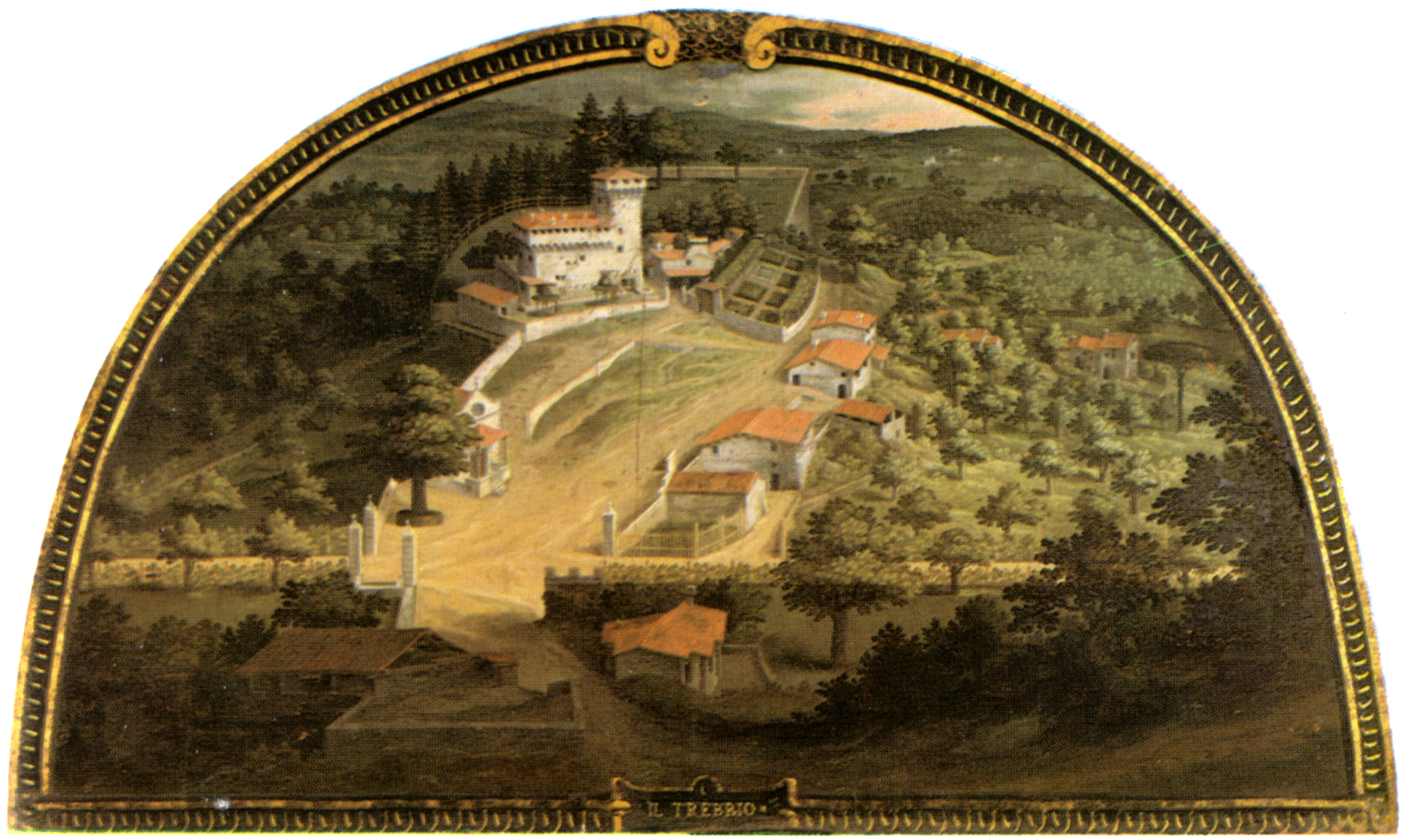
Die Villa del Trebbio, Lünette von Giusto Utens

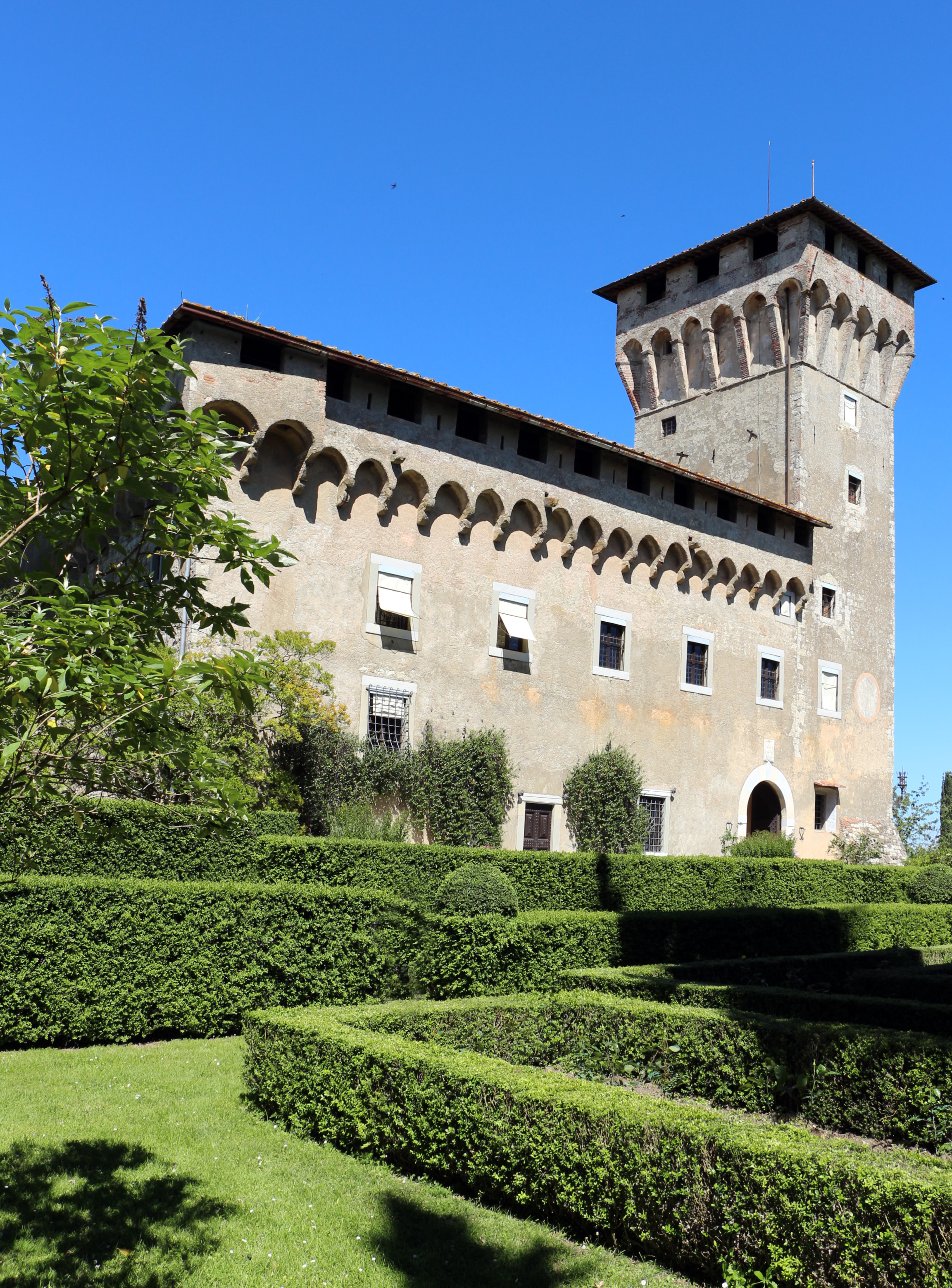
Villa del Trebbio

Die Villa del Trebbio ist eine frühe Medici-Villa in der Toskana. Sie steht in der Nähe von San Piero a Sieve in der Mugello-gegend. Es war eine der ersten Medici-Villen außerhalb von Florenz und sie zeigt in dominierender Hügellage auch vom Bautyp her noch wehrhaften Charakter.
Il Trebbio (abgeleitet vom lateinischen Trivium für Weggabelung) stand im Besitz von Giovanni di Bicci de’ Medici, dem Begründer der Banco Medici. Sein Sohn und Erbe, Cosimo de’ Medici, ließ es nach Giovannis Tod (1428) von seinem Hausarchitekten Michelozzo, auch noch festungsartig ausbauen.
Ein Terrassengarten mit zwei Pergolen wurde von Cosimo allerdings bereits als Ort der Ruhe und Entspannung genutzt (erhalten ist nur die obere Pergola).
Cosimo I. de’ Medici, Großherzog der Toskana jagte gerne hier und ließ die Villa ausbauen, sein Sohn Ferdinando I. de’ Medici hielt sich auch gerne hier auf. Ferdinando II. de’ Medici verkaufte das Landgut aber 1644 an Giuliano Serragli und dieser schenkte es den Oratorianern.
Die Villa befindet sich derzeit (2011) in Privatbesitz. Es bestehen aber beschränkte Besuchsmöglichkeiten.